# Heidi Gutruf
Heidi Gutruf (Berlino, 1º luglio 1943 – Vienna, 30 marzo 2003) è stata un'attrice e soprano austriaca, attiva in particolare nel teatro.

## Biografia
Nacque nel 1943 a Berlino, da madre cantante e padre aviatore. Trasferitasi molto presto con la famiglia in Austria, dopo gli studi a Graz, Gutruf si laureò con un magister artium all'Accademia di belle arti di Vienna, formandosi poi anche presso la Schauspielschule Krauss e in canto all'Università per la musica e le arti interpretative di Vienna. Parallelamente agli studi, apparve al cabaret Der Bunte Wagen (con Hans Harapat, Tamara Stadnikow e Martin Flossmann) e poi al Simpl di Vienna (i cui spettacoli furono pubblicati nel 2013 in dvd). Nel 1967 sposò il pittore Gerhard Gutruf, col quale l'anno successivo ebbe la figlia Martina. Dal 1970 al 1971 visse a Roma. Nel 1972 entrò a far parte del cast della serie televisiva Cabaret Cabaret sulla televisione nazionale austriaca.
Partecipò a vari lungometraggi, ma fu in particolare attrice e cantante di teatro, recitando fra gli altri già dagli anni '70 con Herwig Lenau e Kurt Sobotka. Nel 1976 portò al Teatro Raimund di Vienna lo spettacolo Countess Mariza con Marika Rökk. Nel 1980 acquistò col marito l'ex podere della decima (Zehnthof) dell'Abbazia di Göttweig a Minichhofen presso Ravelsbach. Recitò presso la Wiener Kammeroper, al Tiroler Landestheater di Innsbruck, al Stadttheater Klagenfurt, a Baden, St. Pölten, e presso il Castello di Porcia. Nel 1980 prese parte al film Der furchtsame di Philipp Hafner, trasmesso su ORF2.
Negli anni 1990 andò in scena, come soprano, con la Euro Symphonic Orchestra belga. Apparve inoltre in programmi televisivi e in lungometraggi con partner Joan Collins e Curd Jürgens.
Morì nel 2003 a cinquantanove anni, ed è sepolta nel cimitero Atzgersdorf di Vienna.

## Filmografia parziale
- L'assassino, speranza delle donne, regia di Giuseppe Gatt (1972)
- Poliziotto senza paura, regia di Stelvio Massi (1978)
- Allarme nucleare, regia di Leslie H. Martinson (1978)